# Franz Huber (Politiker, 1846)

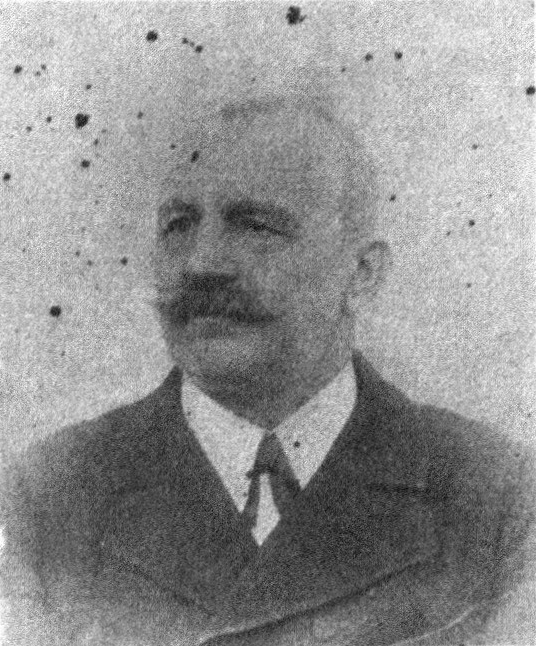
Franz Huber

Franz Huber (* 4. November 1846 in Wien; † 15. Jänner 1919 in Schwadorf, Niederösterreich) war ein österreichischer Politiker (CS), Landwirt und Ziegeleibesitzer. Er war Abgeordneter zum Niederösterreichischen Landtag, Abgeordneter des Österreichischen Abgeordnetenhauses und Bürgermeister von Schwadorf.

## Leben
Huber wurde als Sohn eines Gastwirts geboren. Er besuchte die Volksschule und Unterrealschule in Wien und übersiedelte in den 1860er Jahren nach Schwadorf, wo er 1876 die Landwirtschaft seines Großvaters übernahm und in der Folge als Landwirt arbeitete. Zudem kaufte er später eine Ziegelei in Schwadorf.
Huber war ab 1876 als Mitglied des Gemeinde-Ausschusses von Schwadorf aktiv und fungierte zwischen 1876 und 1891 zudem als Bürgermeister. Danach war er bis 1919 Mitglied der Gemeindevertretung. Huber wirkte zudem als Mitglied des Bezirksschulrates und war Mitglied im Bezirksstraßenausschuss. Des Weiteren gründete er das Schwadorfer Lagerhaus, war Mitbegründer der Sparkasse und teilweise geschäftsführendes Mitglied des Landeskulturrates.
Huber wurde 1896 erstmals in den Niederösterreichischen Landtag gewählt, dem er bis zum Ende der letzten Legislaturperiode der Habsburgermonarchie am 8. Jänner 1915 angehörte. Zuletzt vertrat er den Wahlkreis der Landgemeinden der Gerichtsbezirke Bruck an der Leitha, Hainburg  und Schwechat. Huber war auch noch Mitglied in der Provisorischen Landesversammlung Niederösterreichs, nahm jedoch nicht an dessen Arbeiten teil. Für das Abgeordnetenhaus kandidierte Huber erstmals bei der Reichsratswahl 1901, wobei er im Wahlbezirk der Landgemeinden Niederösterreich 8 gewählt wurde. Bei der Reichsratswahl 1907 erzielte Huber im Wahlbezirk Niederösterreich 52 im ersten Wahlgang 80 Prozent, jedoch konnte er das Mandat bei der Reichsratswahl 1911 nicht verteidigen. Er unterlag bei der Stichwahl dem selbständigen Christlichsozialen Franz Parrer knapp mit 49,3 Prozent. Huber gehörte dem Abgeordnetenhaus während der X. und XI Legislaturperiode zwischen dem 31. Jänner 1901 und dem 30. März 1911 an und war Mitglied im Klub der Christlich-sozialen Vereinigung.